# Esteve Polls i Condom
Esteve Polls i Condom (Barcelona 1922 - 2016) fou un actor i director de teatre català.
Era fill de Josep Polls Albertí i de Concepció Condom.Debutà professionalment el 1952 dirigint L'amor viu a dispesa, de Josep Maria de Sagarra, i el 1957 Juli Cèsar, primer clàssic en català autoritzat per la censura franquista. A partir d'aquell moment dirigí nombroses companyies de Barcelona com la Companyia Maragall del Teatre Romea, el Teatre Experimental de Barcelona i l'Orfeó Gracienc, i és considerat el mestre de Núria Espert.
El 1965 marxà a Amèrica, on col·laborà en la fundació de les companyies nacionals de teatre de Colòmbia el 1967 i de Costa Rica el 1971. El 1973 va tornar a Catalunya, i des del 1980 va dirigir obres a Catalunya. El 1995 es retirà i el 1998 va rebre la Creu de Sant Jordi.

## Muntatges
- 1952. L'amor viu a dispesa de Josep Maria de Sagarra
- 1954, 18 novembre. La ferida lluminosa de Josep Maria de Sagarra.
- 1955, 20 març. Aquesta petita cosa de Ramon Folch i Camarasa. Teatre Romea.
- 1955, 28 octubre. La paraula de foc de Josep Maria de Sagarra. Teatre Romea.
- 1955. 15 novembre. L'amor és una comèdia d'Enric Capdevila i Joan Serracant. Teatre Romea.
- 1956, 8 de febrer. Jo seré el seu gendre de Jaume Villanova i Torreblanca. Estrenada al teatre Romea de Barcelona.
- 1957, 23 gener. Partits pel mig de Xavier Fàbregas
- 1957, 12 maig. Assaig general de Josep Escobar
- 1957. Bolero, original de Michel Durand, amb traducció de Xavier Regàs
- 1958, 6 març El gran giravolt, d'Antoni Santos i Antolí. Estrenada al teatre Romea de Barcelona.
- 1974. El señor de Pigmalión, de Jacinto Grau
- 1974. Los hijos del sol de Màxim Gorki
- 1975. Els invasors de Egon Wolff
- 1976. Marçal Prior de Josep Maria de Sagarra
- 1980. Canigó (1980) amb text de Jacint Verdaguer
- 1984. Les dones sàvies de Molière
- 2000. Romeo i Julieta de William Shakespeare
- 2001. Fedra de Jean Racine
- 2001. Caos dempeus de Véronique Olmi
- 2004. Poema de Nadal de Josep Maria de Sagarra
- 2005. Jugant amb Molière de Juan Antonio Castro

## Fons
El seu fons es conserva al Centre de Documentació i Museu de les Arts Escèniques i consta de 36 caixes amb fotografies, premsa, mecanoscrits i documentació administrativa i una carpeta amb cartells